# グレート・アトラクター

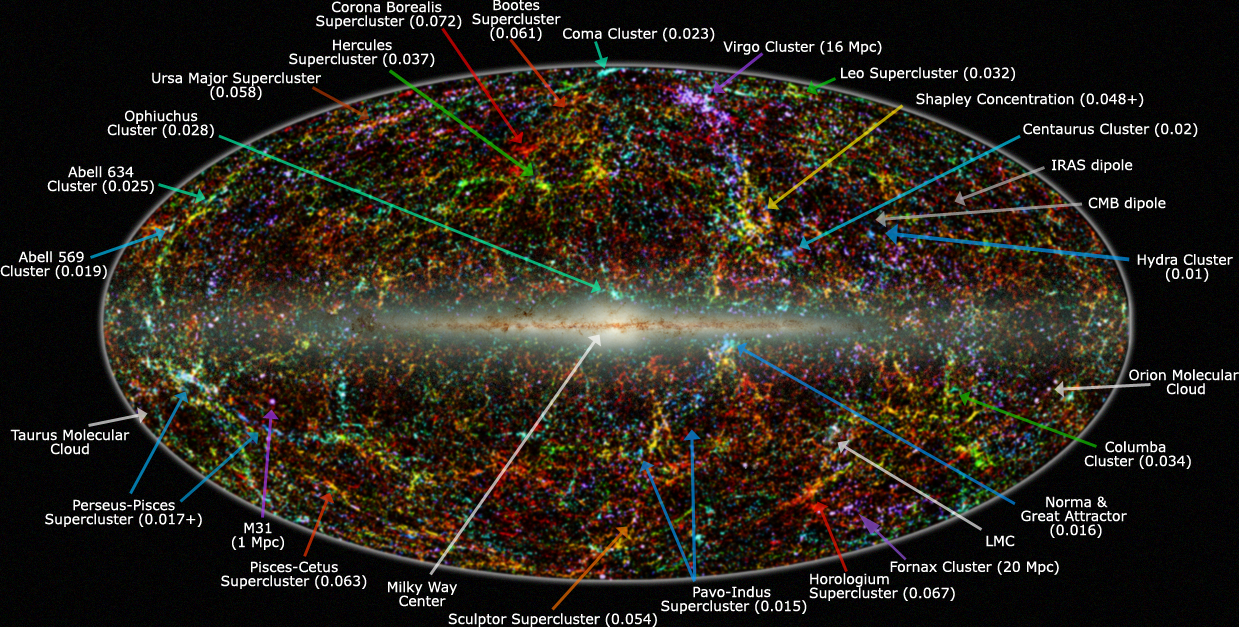
近赤外線による銀河系外天体の総パノラマ図。2MASSで得られたデータに基づいて作成された。グレート・アトラクターは右下の Norma & Great Attractor の表記から青色の長い矢印をたどる。

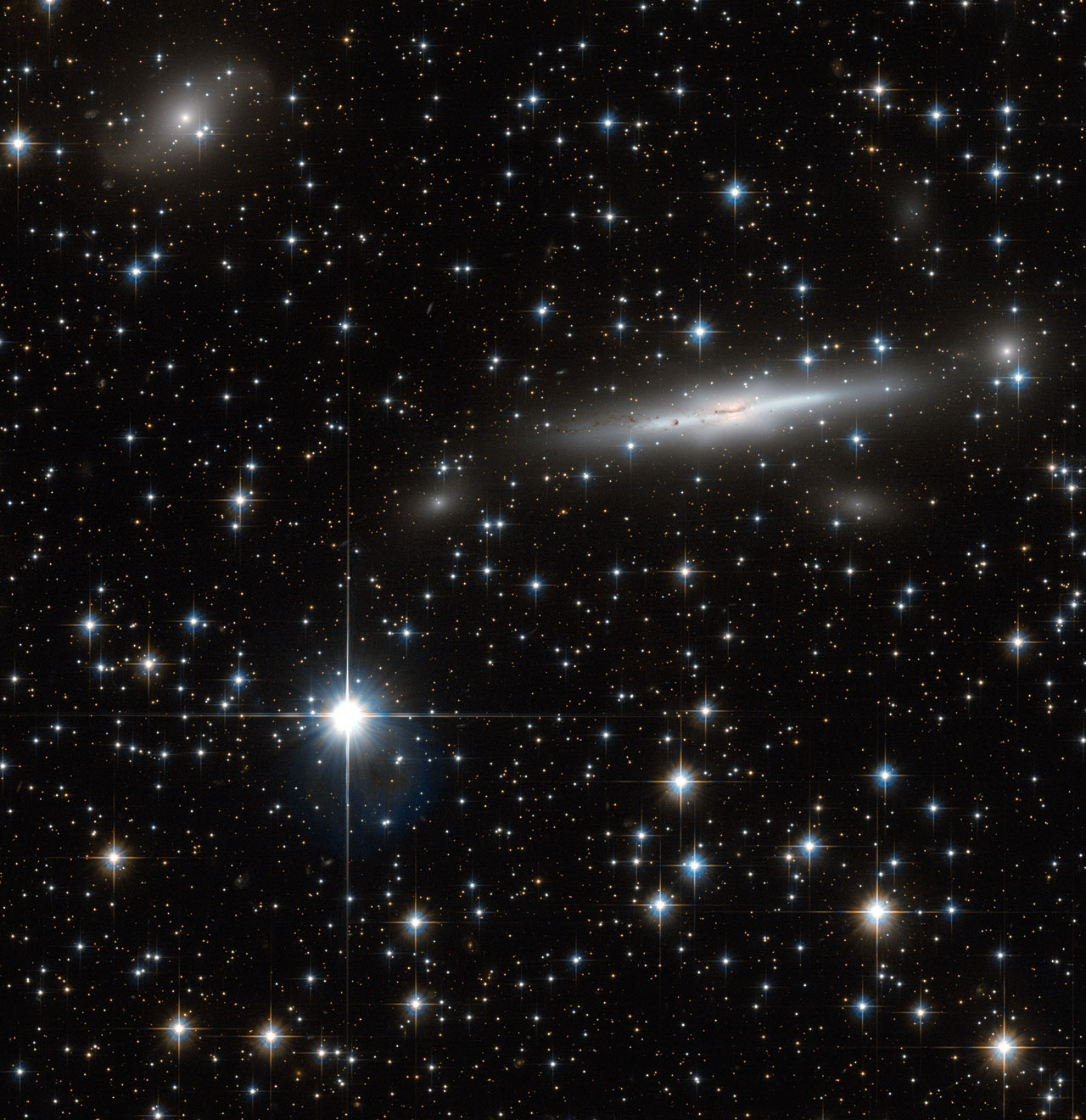
ハッブル宇宙望遠鏡が撮影したグレート・アトラクターがあるとされる位置付近の星の映像。右上に大きく映る銀河はESO 137-002である。

グレート・アトラクター（英: Great Attractor）は、近傍宇宙の大規模構造の一つであり、いくつかの銀河および銀河団の特異運動からその存在が予測されている銀河間空間内の重力異常である。うみへび座・ケンタウルス座超銀河団の範囲内に位置し銀河系の数万倍の質量集中を持つと考えられている。これは、グレート・アトラクターが数億光年に渡る宇宙の領域内にある銀河とそれが属する銀河団の運動に及ぼす影響の観測から推定されたものである。
これらの銀河はすべてハッブルフローに従う赤方偏移を受けているが、これらの銀河の赤方偏移の偏差は、重力異常を観測するのに十分である。これらの赤方偏移の偏差は、特有速度 (peculiar velocity)として知られているものであり、偏角 (銀河系、グレート・アトラクター、観測される銀河に挟まれる角)に応じておよそ +700 km/s から -700 km/s までの値を取る。

## 発見
1973年にヴェラ・ルービンが、最初に一様な宇宙膨張からの偏差が存在する兆候を報告する論文を発表した。ルービンは1976年にも再度論文を発表している。
その後、1987年に、David Burstein、Roger Davies、Alan Dressler、サンドラ・フェイバー、ドナルド・リンデンベル、 R.J. Terlevichおよび Gary Wegner は、連名の論文において銀河系から2億光年以内の大型の銀河団はうみへび座とケンタウルス座の方向にある巨大引力源「グレート・アトラクター」に向かう共通の運動成分を持つと指摘した。
さらに、同じ著者たちによる1988年の論文において、彼らがサーベイを行った400の楕円銀河について、後退速度の宇宙マイクロ波背景放射 (CMB) を基準としたハッブルフローからのずれである特有速度を分析し、これらが銀河座標 l = 307°、b = 9°、後退速度 4350±350 km/s （ハッブル定数を 71 km/s/Mpc として距離約2.0±0.16億光年）にある一点に向かって運動していると考えると、この特有速度の分布をもっとも良く回帰できることを指摘した。
また、太陽の（そしてそれを含む銀河系の）ハッブルフローに対する特有速度 570±60 km/s が全てグレート・アトラクターで説明できると仮定した場合、その質量は 5.4×1016太陽質量程度（これはおとめ座銀河団の約20倍であり超銀河団に匹敵する）になることも指摘した。
なお、近年のブレント・タリー（ハワイ大学）らによる研究では、われわれの銀河系を含む局所銀河群の特有速度は約 631 km/s でおおよそケンタウルス座銀河団の方向に向かっており、これらは次の3つの運動成分の合成であるとしている。第1の成分は局所銀河群を乗せてローカルシート全体がローカル・ボイドから約 259 km/s で後退する運動である。第2の成分はおとめ座銀河団とその周辺の銀河の引力によるものであり、約 185 km/s でおとめ座銀河団の方向に向かう。第3の成分がグレート・アトラクターによるものであり、約 455 km/s で向点はおおよそケンタウルス座銀河団の方向にある。なお、偶然であるがこれらの3つの成分はほぼ直交しており、各成分の観測と分離を容易にしている。

## 位置の特定
グレート・アトラクターを銀河団などの観測可能な天体と同定する試みは、予測される存在位置がちょうど銀河面吸収帯（zone of avoidance ； 銀河系の星間物質が原因でその向こうにある天体の像が不鮮明になる星の領域）に当たるため、可視光での観測では困難であった。しかし、X線による観測は、宇宙のこの領域がじょうぎ座銀河団 (Norma Cluster ； 別名 ACO 3627 または Abell 3627)に支配されている事実を明らかにしている。これは巨大な銀河団であり、圧倒的多数の大型で古い銀河から成り（これらの多くは、隣接する銀河と衝突中である）大量の電波を放射している。

## 見かけの質量に関する論議
2005年に天文学者達は、「銀河面吸収帯内の銀河団 (Clusters in the Zone of Avoidance ; CIZA) プロジェクト」として知られるX線によるサーベイを実施した。この調査による結果は、グレート・アトラクターの質量は、実際には当初科学者が予測した値の 1/10 でしかないというものであった。
このサーベイはまた、銀河系が実際にはグレート・アトラクターのさらに向こうにあるシャプレー超銀河団の近くに存在する、さらに大質量の銀河団に引きつけられているという、初期の理論を確認するものであった。

## ラニアケア超銀河団との関係
2014年9月に、タリーを中心とするグループが、グレート・アトラクターを中心として、それに重力的に支配された銀河から構成される、直径約5億2千万光年のラニアケア超銀河団を提案する論文を発表した。これは、我々自身の天の川銀河を含むおとめ座超銀河団と、隣接するうみへび座・ケンタウルス座超銀河団を含む大規模構造である。この説によれば、グレート・アトラクターの位置は、やはり地球から2億2000万光年離れたじょうぎ座銀河団にほぼ一致し、天の川銀河は、その方向に向かう銀河集団の流れに確かに乗っている。シャプレー超銀河団はラニアケア超銀河団の範囲内にはなく、隣接する大規模構造であるとしている。

## 大衆文化への影響
SF小説家のアラン・ディーン・フォスターによる"Pip and Flinx"シリーズの中の ”Flinx's Folly”にグレート・アトラクターに関する言及がある。この中でグレート・アトラクターは、銀河系を他の銀河の中から重力的に引っ張り出すのに十分な質量を持つ何かを作り出すために、古代の異星種族が行った試みであると述べられている。
同じくSF小説家のスティーヴン・バクスターによる『ジーリー』シリーズの『虚空のリング』 (Ring)では、グレート・アトラクター現象を引き起こすのは、超種族ジーリーによって人為的にループ化された宇宙ひも(cosmic string)で組み上げられた直径1000万光年の「リング」であると述べられている。
テリー・プラチェットの小説”Reaper Man”では、天使アズラーイール -- 銀河の死と他の全ての死の根源 -- がグレート・アトラクターであるとされている。
トップをねらえ!のCDなどの派生作に登場する、人類の敵たる宇宙怪獣軍団の首領名。
グレードアトラスター - 日本国召喚に登場するグラ・バルカス帝国最新最強の戦艦及び戦艦のクラス（一番艦グレードアトラスターのみで同型艦は無い）。作者みのろう氏によると、名前の由来は天文学用語の「グレート・アトラクター(Great Attractor)」からで、微妙に変形しているのは「そのまま使うのはどうかと思った」からであり、断じて知らずに間違っているわけではないとのこと。